# Hohatzenheim
Hohatzenheim är en kommun i departementet Bas-Rhin i regionen Grand Est (tidigare regionen Alsace) i nordöstra Frankrike. Kommunen ligger i kantonen Hochfelden som tillhör arrondissementet Strasbourg-Campagne. År 2018 hade Hohatzenheim 238 invånare.

## Befolkningsutveckling
Antalet invånare i kommunen Hohatzenheim
| Referens: INSEE |